# Liechtenstein ai Giochi della XXXIII Olimpiade
Il Liechtenstein ha partecipato ai Giochi della XXXIII Olimpiade, svoltisi a Parigi, Francia, dal 26 luglio all'11 agosto 2024, con un atleta in una disciplina.

## Delegazione
| Sport    | Uomini | Donne | Totale |
| -------- | ------ | ----- | ------ |
| Ciclismo | 1      | 0     | 1      |
| Totale   | 1      | 0     | 1      |

## Risultati

### Mountain bike
| Atleta          | Evento                 | Tempo    | Posizione |
| --------------- | ---------------------- | -------- | --------- |
| Romano Püntener | Cross country maschile | 1h34'33" | 28º       |